# تنغ تلغ الإولى (أبو الفارس)
تنغ تلغ الإولى (بالفارسية: تنگ‌تلخ یک) هي منطقة سكنية تقع في إيران في قسم أبو الفارس الريفي. يقدر عدد سكانها بـ 56 نسمة .